# Ievgueni Dragounov
Pour les articles homonymes, voir Dragounov.
Ievgueni Fiodorovitch Dragounov (en russe : Евге́ний Фёдорович Драгуно́в), né le 20 février 1920 à Ijevsk et mort le 4 août 1991 à Ijevsk, est un concepteur d'armes russe, surtout connu pour le fusil semi-automatique qui porte son nom, le fusil de tireur d’élite Dragounov.

## Biographie
Issu d'une famille d’armuriers, Dragounov travailla comme machiniste dans une usine avant de commencer son service militaire en 1939. Après 1941, il était un armurier principal, travaillant sur les armes soviétiques et également sur celles prises à l'ennemi pendant la guerre. Après 1945, il retourna à Ijevsk et rejoignit le bureau de conception des armes, travaillant comme ingénieur projet sur des fusils sportifs et civils dans les années 1950. L'un d’eux, le fusil de tir de biathlon, gagna l'or olympique. En 1959, Dragounov présenta sa conception pour un fusil militaire de tireur d’élite, le SVD, qui fut admis en service opérationnel dans l’armée soviétique en 1963, et qui devint plus tard connu comme fusil Dragounov.
Dragounov participa également à la compétition qui conduisit à l'adoption de l’AKS-74U avec un design fonctionnant avec un emprunt de gaz appelé MA (malokalibrenii avtomat). Bien que les performances de l’avtomat de Dragounov étaient comparables à celles de Kalachnikov, ce dernier avait l'avantage de partager certaines pièces avec le fusil AK-74 déjà en production. Les parties non-métalliques de la MA étaient en polyamide. Le MA est la dernière conception majeure de Dragounov. Le mécanisme de gâchette utilisé dans le MA était assez semblable à celui utilisé précédemment dans la mitraillette PP-71, qui est également attribuée à Dragounov.
Dragounov reçut le prix Lénine et le prix d'État de la fédération de Russie, ce dernier à titre posthume.

## Source
- (en) Cet article est partiellement ou en totalité issu de l’article de Wikipédia en anglais intitulé « Yevgeny Dragunov » (voir la liste des auteurs).